# An-lumină
Anul-lumină este o unitate de lungime utilizată pentru a exprima distanțe astronomice și este echivalent cu aproximativ 9,46 trilioane de kilometri (9,46 x 1012 km). Un an-lumină, definit de Uniunea Astronomică Internațională (IAU), este distanța pe care lumina o parcurge în vid într-un an iulian (365,25 zile). Deoarece include cuvântul „an”, termenul an-lumină poate fi interpretat în mod greșit ca o unitate de timp.
Anul-lumină este cel mai adesea folosit atunci când se exprimă distanțe față de stele și alte distanțe pe o scară galactică, în special în publicațiile de popularizare a științei non-specializate. În astrometria profesională, unitatea cea mai frecvent utilizată este parsecul (simbol: pc, aproximativ 3,26 ani-lumină; distanța la care o unitate astronomică subtinde un unghi de un arcsecundă).

## Definiții
Așa cum este definit de IAU, anul-lumină este definit ca produsul dintre un an iulian  (365,25 zile spre deosebire de anul gregorian de 365,2425 zile) și viteza luminii (299.792.458 m/s). Ambele valori sunt incluse în Sistemul de constante astronomice, utilizat din 1984. Din aceasta, pot fi derivate următoarele conversii. IAU recunoaște ca abrevieri pentru an-lumină ly,, deși alte standarde precum ISO 80000 utilizează "l.y." și abrevieri localizate frecvente, cum ar fi „al“ în franceză (de la année-lumière), spaniolă (de la año luz) și italiană (de la anno luce), „Lj” în germană (de la Lichtjahr), etc.
| 1 an-lumină | = 9.460.730.472.580.800 metri (valoare exactă) |
| 1 an-lumină | ≈ 9,461 bilioane de kilometri                  |
| 1 an-lumină | ≈ 63.241,077 unități astronomice               |
| 1 an-lumină | ≈ 0,306601 parseci                             |
Înainte de 1984, în Sistemul de constante astronomice IAU (1964), utilizat între 1968 și 1983 erau folosite: anul tropic (nu anul iulian) și o viteză măsurată (nu definită) a luminii. Rezultatul lui Simon Newcomb J1900,0 înseamnă anul tropic de 31.556.925,9747 secunde efemeride și o viteză a luminii de 299.792,5 km/s care produceau un an-lumină de 9,460530 × 1015 m (rotunjit la cele șapte cifre semnificative ale vitezei luminii). Această valoare găsită în mai multe surse moderne a fost probabil derivată dintr-o sursă veche, cum ar fi CW Allen din 1973 Cantități astrofizice ca referință de lucru.
Alte valori de înaltă precizie nu sunt derivate dintr-un sistem IAU coerent. O valoare de 9,460536207 × 1015 m găsită în unele surse moderne este produsul unui an gregorian mediu (365,2425 zile) și viteza definită a luminii (299.792.458 m/s). O altă valoare, 9,460528405 × 1015 m, este produsul anului tropic J1900.0 și viteza definită a luminii.

## Istoric

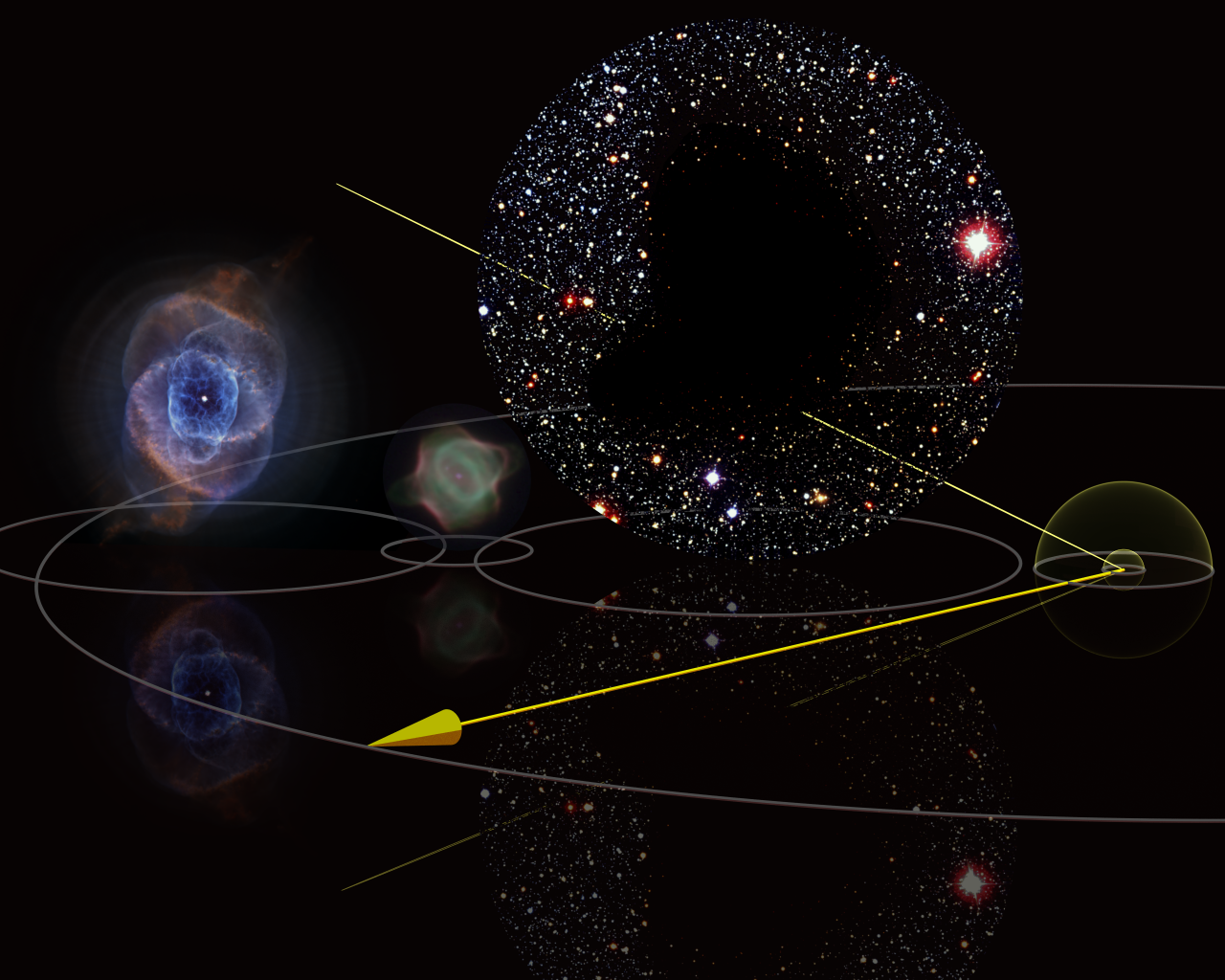
Cercul mare cu săgeată galbenă indică un an-lumină de la Soare; Nebuloasa Ochi de pisică în stânga și Barnard 68 la mijloc sunt înfățișate în fața orbitei cometei 1910 A1. Faceți clic pe imagine pentru vizualizare mai mare, detalii și linkuri către alte scări de măsură.

Unitatea an-lumină a apărut la câțiva ani după prima măsurare cu succes a distanței față de o stea, alta decât Soarele, de către Friedrich Bessel în 1838. Steaua era 61 Cygni și Bessel a folosit un heliometru de 16 cm proiectat de Joseph von Fraunhofer. Cea mai mare unitate pentru exprimarea distanțelor în spațiu în acel moment era unitatea astronomică, egală cu raza orbitei Pământului (1,50 × 108 km). În acești termeni, calcule trigonometrice pe baza paralaxei 61 Cygni de 0,314 arcsecunde, au arătat că distanța până la stea este de 660.000 de unități astronomice (9,9 × 1013 km). Bessel a adăugat că lumina are nevoie de 10,3 ani pentru a parcurge această distanță. El a recunoscut că cititorii săi se vor bucura de imaginea mentală a timpului aproximativ de tranzit pentru lumină, dar s-a abținut să folosească anul-lumină ca unitate. Este posibil să nu fi exprimat distanțele în ani-lumină deoarece ar fi redus precizia datelor sale de paralaxă din cauza multiplicării cu parametrul incert al vitezei luminii.
Viteza luminii nu era încă cunoscută cu precizie în 1838; valoarea sa s-a schimbat în 1849 (Fizeau) și 1862 (Foucault). Nu era încă considerată a fi o constantă fundamentală a naturii, iar propagarea luminii prin eter sau spațiu era încă enigmatică.
Unitatea an-lumină a apărut în 1851 într-un articol german de astronomie populară scris de Otto Ule. Ule a explicat ciudățenia unui nume de unitate de distanță care include „an” comparându-l cu o oră de mers.
O carte astronomică populară germană contemporană a observat, de asemenea, că „an-lumină” este o denumire ciudată. În 1868, un ziar englez a etichetat anul-lumină ca o unitate folosită de germani. Eddington a numit anul-lumină o unitate incomodă și irelevantă, care uneori s-a strecurat din utilizarea populară în investigații tehnice.
Deși astronomii moderni preferă adesea să utilizeze parsecul, anii-lumină sunt, de asemenea, utilizați în mod popular pentru a măsura întinderile spațiului interstelar și intergalactic.

## Utilizarea termenului
Distanțele exprimate în ani-lumină le includ pe cele dintre stele din aceeași zonă generală, cum ar fi cele aparținând aceluiași braț spiralat sau roi globular. Galaxiile în sine se întind de la câteva mii la câteva sute de mii de ani-lumină în diametru și sunt separate de galaxiile și roiurile de galaxii învecinate cu milioane de ani-lumină. Distanțele față de obiecte precum quasarii și Marele Zid Sloan ajung la miliarde de ani-lumină.
| Scară (ani-lumină) | Valoare              | Obs. |
| ------------------ | -------------------- | --- |
| 10−9               | 4.04×10−8 al         | Lumina Soarelui reflectată de pe suprafața Lunii durează 1,2-1,3 secunde pentru a parcurge distanța până la suprafața Terrei (călătorind aproximativ 350.000 până la 400.000 de kilometri). |
| 10−6               | 1.58×10−5 al         | O unitate astronomică (distanța de la Soare la Pământ). Durează aproximativ 499 secunde (8,32 minute) pentru ca lumina să parcurgă această distanță. |
| 10−6               | 1.27×10−4 al         | Sonda Huygens aterizează pe Titan, satelitul planetei Saturn, și transmite imagini de pe suprafața sa, aflată la 1,2 miliarde de kilometri de Pământ. |
| 10−6               | 5.04×10−4 al         | Sonda New Horizons întâlnește Pluto la o distanță de 4,7 miliarde de kilometri de Pământ, iar comunicarea durează 4 ore și 25 de minute pentru a ajunge pe Terra. |
| 10−3               | 2.04×10−3 al         | Cea mai îndepărtată sondă spațială, Voyager 1, a fost la aproximativ 18 ore-lumină distanță de Pământ în octombrie 2014. Dacă va merge cu viteza actuală de aproximativ 17 km/s, va dura aproximativ 17.500 de ani pentru a atinge un an-lumină în raport cu Soarele. La 12 septembrie 2013, NASA a anunțat că Voyager 1 a intrat în mediul spațial interstelar la 25 august 2012, devenind primul obiect creat de om care a părăsit Sistemul Solar. |
| 10−3               | 2.28×10−3 al         | În octombrie 2018, Voyager 1 se află la aproape 20 de ore-lumină de Terra. |
| 100                | 1.6×100 al           | Norul Oort este de aproximativ doi ani-lumină în diametru. Se speculează că limita sa interioară se află la 50.000 au, cu marginea sa exterioară la 100.000 au. |
| 100                | 2.0×100 al           | Extinderea maximă a dominației gravitaționale a Soarelui (sfera Hill, 125.000 au). Dincolo de aceasta se află mediul interstelar gravitațional profund ex-solar. |
| 100                | 4.22×100 al          | Cea mai apropiată stea cunoscută (alta decât Soarele), Proxima Centauri, este la aproximativ 4,22 de ani-lumină distanță. |
| 100                | 8.6×100 al           | Sirius, cea mai strălucitoare stea pe cerul nopții. De două ori mai masivă și de 25 de ori mai luminoasă decât Soarele, ea depășește stelele mai luminoase datorită apropierii sale relative. |
| 100                | 1.19×101 al          | HD 10700 e, un candidat extrasolar pentru o planetă locuibilă. De 6,6 ori mai mare decât Pământul, se află în mijlocul zonei locuibile a stelei Tau Ceti. |
| 100                | 2.05×101 al          | Gliese 581, o stea pitică roșie cu mai multe exoplanete detectabile. |
| 100                | 3.1×102 al           | Canopus, a doua stea ca luminozitate după Sirius, o gigantă strălucitoare de tip A9, de 10.700 de ori mai luminoasă decât Soarele. |
| 103                | 3×103 al             | Gaura neagră A0620-00, a doua ca distanță apropiată de Sistemul Solar, este situată la aproximativ 3.000 de ani-lumină distanță. |
| 103                | 2.6×104 al           | Centrul Căii Lactee este la aproximativ 26.000 de ani-lumină distanță. |
| 103                | 1×105 al             | Calea Lactee este de aproximativ 100.000 de ani-lumină de la un capăt la altul. |
| 103                | 1.65×105 al          | R136a1, situată în Marele Nor al lui Magellan, una din cele mai luminoase stele cunoscute, de 8,7 milioane de ori mai luminoasă decât Soarele, are o magnitudine aparentă de 12,77, mai strălucitoare decât 3C 273. |
| 106                | 2.5×106 al           | Galaxia Andromeda este situată la aproximativ 2,5 milioane de ani-lumină depărtare. |
| 106                | 3×106 al             | Galaxia Triunghiului (M33), situată la aproximativ 3 milioane de ani-lumină, este cel mai îndepărtat obiect vizibil cu ochiul liber. |
| 106                | 5.9×107 al           | Cel mai apropiat roi mare de galaxii, roiul Fecioarei, este la aproximativ 59 de milioane de ani-lumină distanță. |
| 106                | 1.5×108 – 2.5×108 al | Marele Magnet se află la o distanță undeva între 150 și 250 de milioane de ani-lumină (acesta din urmă fiind cea mai recentă estimare). |
| 109                | 1.2×109 al           | Marele Zid Sloan a fost măsurat ca fiind la aproximativ un miliard de ani- lumină distanță. |
| 109                | 2.4×109 al           | 3C 273, cel mai luminos quasar, de magnitudine aparentă 12,9, este la aproximativ 2,4 miliarde de ani-lumină distanță. |
| 109                | 4.57×10 al           | Distanța comobilă de la Pământ la marginea universului vizibil este de aproximativ 45,7 miliarde de ani-lumină în orice direcție; aceasta este raza comobilă a Universului observabil. Aceasta este mai mare decât vârsta Universului (13,8 miliarde de ani), vezi aici cum este posibil acest lucru. |